# 札樽自動車道
札樽自動車道（さっそんじどうしゃどう、英語: SASSON EXPWY）は、北海道小樽市を起点とし札幌市に至る延長38.3キロメートル (km) の高速道路（高速自動車国道）である。略称は札樽道（さっそんどう）。国土開発幹線自動車道の路線名は北海道横断自動車道であり、この一部区間である。
高速道路ナンバリングによる路線番号は「E5A」が割り振られている。

## 概要
高速道路としては急なカーブが多いため、最高速度は全線で時速80 kmである。当線のサービスエリア (SA)・パーキングエリア (PA) には給油所は設置されていない。

### 小樽IC - 札幌西IC間
1972年（昭和47年）の札幌オリンピックの際に主要路線となる道路を将来計画から優先的に整備する「オリンピック関連道路整備計画」策定を受け、1971年（昭和46年）に一般国道5号のバイパス道路札幌小樽道路として建設されたもので、札樽バイパスともよばれていた。1973年（昭和48年）に高規格幹線道路への改修を受け、高速自動車国道へ格上げされた経緯を持つ。

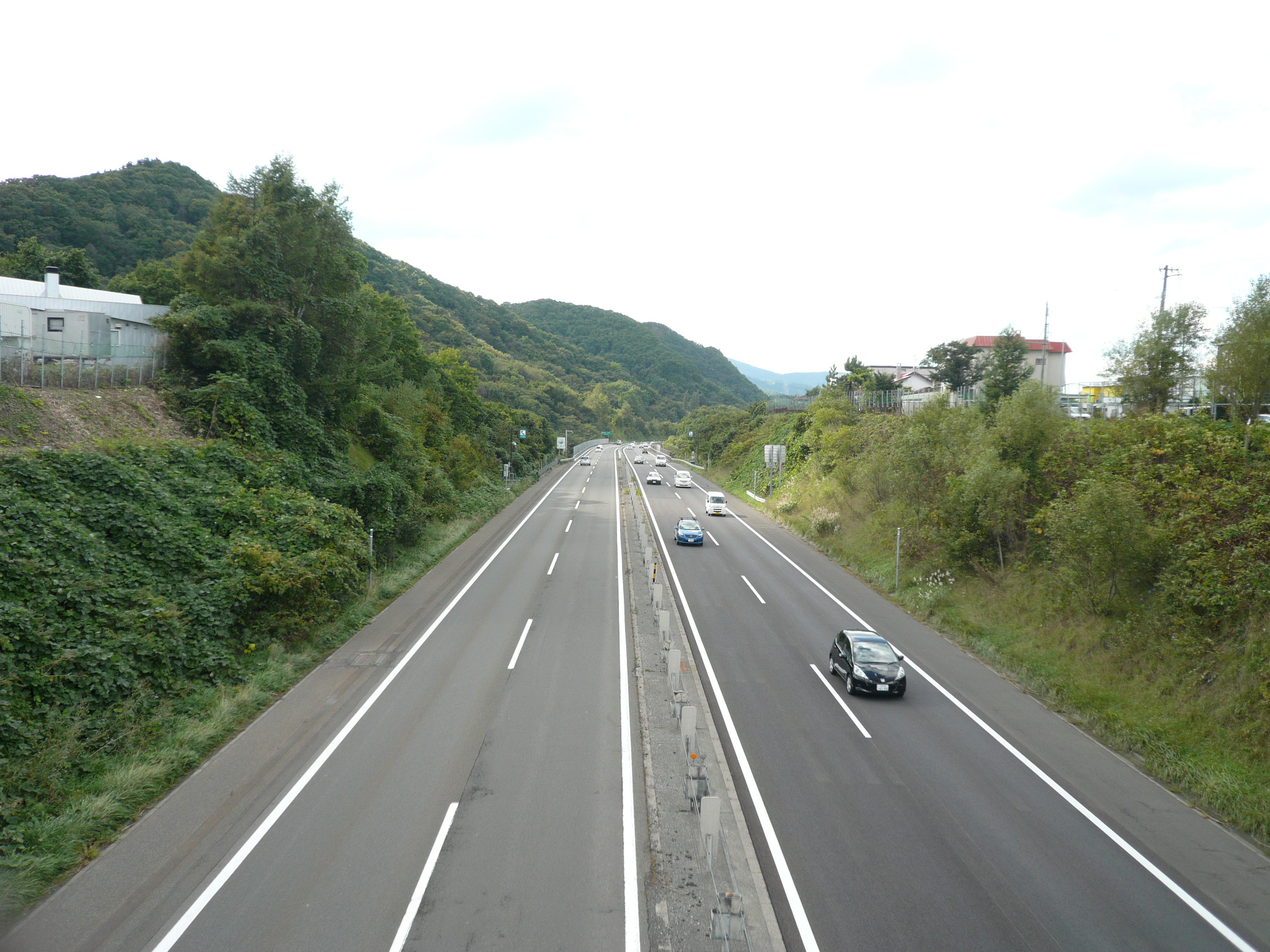
手稲IC・銭函IC間 （2011年9月）

### 札幌西IC - 札幌JCT間
札幌西IC - 札幌JCTは、札幌新道（国道274号・国道5号）中央分離帯上の高架橋である。大部分が市街地を通っていることから、一般の高速自動車国道にあるようなフル規格のインターチェンジを設置するスペースがなかったため、ほとんどのインターチェンジがハーフICとなっている。

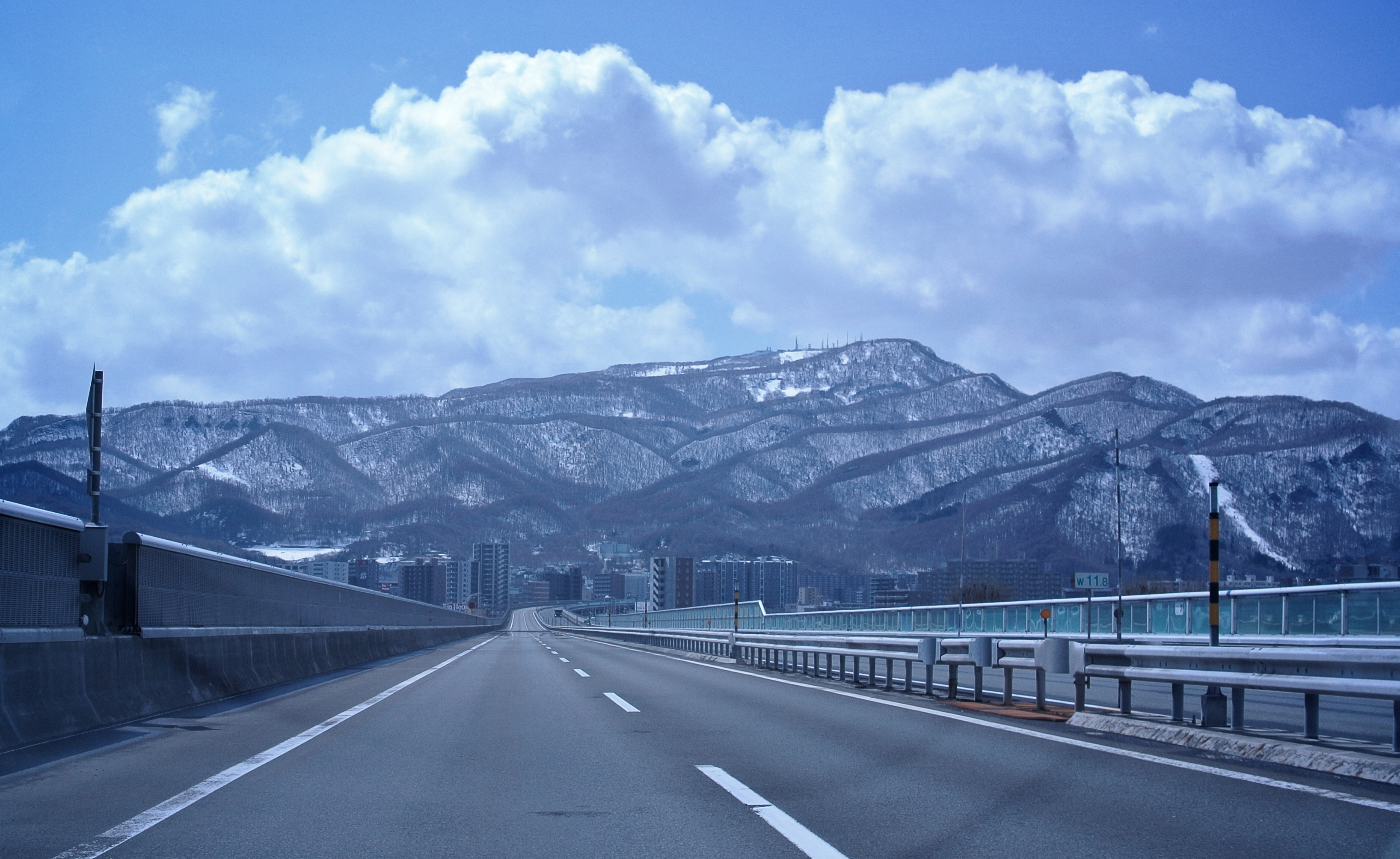
新川IC・札幌西IC間 （2013年4月）

## インターチェンジなど
ここでは、IC番号、キロポストに従い、札幌JCT→小樽ICで記述する。
- 全区間北海道内に所在。
- IC番号欄の背景色が■である部分については道路が供用済みの区間を示している。また、施設名欄の背景色が■である部分は施設が供用されていない、または完成していないことを示す。未開通区間の名称は仮称。
- 接続道路の路線名の特記がないものは市道。
- バスストップ (BS) のうち、○は運用中、◆は休止中の施設。無印はBSなし。
- 本線上におけるキロポストの距離数には、数字の前に「W」の表記が存在する。
- 略字は、JCTはジャンクション、ICはインターチェンジ、TBは本線料金所をそれぞれ示す。

| IC 番号 | 施設名            | 接続路線名                                         | 起点 から (km) | BS | 備考                                                                             | 振興局         | 所在地 | 所在地 |
| ------- | ----------------- | -------------------------------------------------- | -------------- | -- | -------------------------------------------------------------------------------- | -------------- | ------ | ------ |
| 32      | 札幌JCT           | E5 道央自動車道                                    | 0.0            |    | 札幌ICでの出入はできない                                                         | 石狩振興局     | 札幌市 | 白石区 |
| 1       | 雁来IC            | 国道275号 国道274号（札幌新道）                    | 1.9            |    | 小樽方面出入口                                                                   | 石狩振興局     | 札幌市 | 東区   |
| 2       | 伏古IC            | 国道274号（札幌新道） 道道112号札幌当別線          | 3.4            |    | 旭川・苫小牧方面出入口                                                           | 石狩振興局     | 札幌市 | 東区   |
| 3       | 札幌北IC          | 国道274号（札幌新道）                              | 7.6            |    | 旭川・苫小牧方面出入口                                                           | 石狩振興局     | 札幌市 | 東区   |
| 4       | 札幌北IC          | 国道5号（札幌新道）                                | 7.6            |    | 小樽方面出入口                                                                   | 石狩振興局     | 札幌市 | 北区   |
| 5       | 新川IC            | 国道5号（札幌新道） 道道125号前田新川線            | 10.2           |    | 旭川・苫小牧方面出入口                                                           | 石狩振興局     | 札幌市 | 北区   |
| 6       | 札幌西IC/TB       | 国道5号（札幌新道） 道道124号宮の沢北一条線        | 14.0           |    | 本線料金所併設（旭川・苫小牧方面） 小樽方面出入口 ハーフICからフルIC化の構想あり | 石狩振興局     | 札幌市 | 手稲区 |
| 7       | 手稲IC            | 札幌市主要地方道9905号手稲インター線（手稲山麓通） | 17.5           |    | 旭川・苫小牧方面出入口・小樽方面入口 スリークォーターICからフルIC化の構想あり    | 石狩振興局     | 札幌市 | 手稲区 |
| -       | 金山PA 緊急開口部 | -                                                  | 20.0           |    | 北海道立子ども総合医療・療育センターに接続                                       | 石狩振興局     | 札幌市 | 手稲区 |
| 8       | 銭函IC            | 道道147号銭函インター線                            | 23.6           |    |                                                                                  | 後志総合振興局 | 小樽市 | 小樽市 |
| -       | 見晴BS            | -                                                  | 24.8           | ○  |                                                                                  | 後志総合振興局 | 小樽市 | 小樽市 |
| 9       | 小樽JCT           | E5A 後志自動車道                                   | 34.0           |    | 札樽道小樽方面から後志道への移動は不可 （事業中。逆の移動は可能）                | 後志総合振興局 | 小樽市 | 小樽市 |
| -       | 新光BS            | -                                                  | 34.7           | ○  |                                                                                  | 後志総合振興局 | 小樽市 | 小樽市 |
| 10      | 朝里IC/TB         | 道道1号小樽定山渓線                                | 35.3           |    |                                                                                  | 後志総合振興局 | 小樽市 | 小樽市 |
| 11      | 小樽IC            | 国道5号 道道17号小樽港線                           | 38.3           |    |                                                                                  | 後志総合振興局 | 小樽市 | 小樽市 |

## 歴史
- 1971年（昭和46年）12月4日：国道5号札幌小樽道路（札樽バイパス）として小樽IC - 札幌西IC間が開通。
  - 札幌オリンピックの開催前に開通させることから、開通当初は現在の4車線でなく暫定2車線での開通であった。また当時、札幌西ICは札幌ICとして供用された。[6]
- 1973年（昭和48年）4月1日：札幌小樽道路が高速自動車国道の札樽自動車道に昇格。
- 1974年（昭和49年）8月22日：小樽IC - 札幌西IC間を4車線化。
- 1992年（平成4年）9月30日：札幌西IC - 札幌JCT間開通により道央道と接続。銭函本線料金所を札幌西ICに移設の上廃止。
- 2005年（平成17年）10月1日：日本道路公団の民営化により、NEXCO東日本の管轄路線となる。
- 2018年 (平成30年）11月30日：後志自動車道開通に伴う下り線の流入ICの経路判別のため、下り線(札幌方向)に朝里本線料金所を設置。
  - それ以前は、小樽ICから入った自動車は札幌西まで料金所を通らずに目的地まで利用することとなっていた。
- 2018年（平成30年）12月8日：後志自動車道・余市IC - 小樽JCT間開通に伴い、後志自動車道と接続[7][8]。
  - また、これを前にインターチェンジ・ジャンクション番号を一部変更（朝里ICの番号を「9」から「10」に、小樽ICの番号を「10」から「11」にそれぞれ変更した上で、小樽JCTには「9」を附番[注 1]）。
- 2019年（令和元年）11月24日：手稲IC（小樽方面入口）が供用開始[11]。

## 路線状況

### 車線・最高速度
| 区間             | 車線   | 車線   | 車線   | 最高速度 |
| 区間             | 上下線 | 上り線 | 下り線 | 最高速度 |
| ---------------- | ------ | ------ | ------ | -------- |
| 札幌JCT - 小樽IC | 4      | 2      | 2      | 80 km/h  |

### 主なトンネル
| 構造物名     | 延長   | 延長   | 区間               | 備考 |
| 構造物名     | 上り線 | 下り線 | 区間               | 備考 |
| ------------ | ------ | ------ | ------------------ | ---- |
| 張碓トンネル | 610 m  | 595 m  | 銭函IC - 小樽JCT   |      |
| 朝里トンネル | 754 m  | 748 m  | 朝里IC/TB - 小樽IC |      |
| 若竹トンネル | 410 m  | 425 m  | 朝里IC/TB - 小樽IC |      |

#### トンネルの数
| 区間                | 上り線 | 下り線 |
| ------------------- | ------ | ------ |
| 札幌JCT - 銭函IC    | 0      | 0      |
| 銭函IC - 小樽JCT    | 1      | 1      |
| 小樽JCT - 朝里IC/TB | 0      | 0      |
| 朝里IC/TB - 小樽IC  | 2      | 2      |
| 合計                | 3      | 3      |

### 道路管理者
- NEXCO東日本 北海道支社
  - 札幌管理事務所：全線

#### ハイウェイラジオ
- 銭函（銭函IC - 朝里IC/TB）

### 料金

#### 札幌西IC - 小樽IC間
先行開通した札幌西IC - 小樽ICは一般国道バイパス時代からの名残や料金体系的に独立しているため、他の高速自動車国道と異なる変則的な料金収受方法を取っている。以下の設備や料金収受方法等を組み合わせて利用区間を把握することで、通行券を発券しないICと通行券紛失等の区別が付かなくても支障の無い形で（各料金所ブースでの料金が通行券を発券しないICが一番高額になる設定をしている）料金を収受している。
後志自動車道開通に伴う各料金所の改修に合わせて手稲IC（札幌方面）以外の入口料金所でレシートタイプの「入口券」から他の高速道路でも使われている「通行券」への変更が随時行われた。

##### 入口
小樽（朝里本線）
当ICには料金所が存在しないものの、朝里ICに本線料金所が存在しており、当ICから入った自動車は朝里ICで出る場合を除き、この料金所で通行券を発券（ETCは入口情報を記録）する。
- これは2018年（平成30年）11月30日に後志自動車道の開通に向けて設置されたものであり、それ以前は入口料金所を通らずに札樽自動車道を利用する形となっていた。

朝里
入口料金所が進行方向ごとに分離されており、上り線（小樽方面）であれば小樽までの料金を収受・課金し、下り線（札幌方面）であれば自動発券機で通行券を発券（ETCは入口情報を記録）。
- これは2018年（平成30年）6月27日の料金所改修後の方法であり、それ以前は入口料金所が分離されておらず、以下の方法で対応していた。
  - 現金（一般レーン）利用車：上下線どちらへ行くかを収受員に告げ、上り線（小樽方面）であれば小樽までの料金を収受、下り線（札幌方面）であれば入口券を受け取る。
  - ETC利用車：ゲートで一律に小樽までの料金を一旦課金し、その後下り線（札幌方面）のランプに進入した場合のみ、ランプに設置されたアンテナで朝里ICから下り線へ向かったことを記録する（この場合、銭函ICまたは札幌西本線料金所で小樽までの料金との差額を課金する）。

銭函
通行券を発券（ETCは入口情報を記録）。2018年（平成30年）12月4日以前はレシートタイプの入口券が交付されていた。
手稲
上り線入口（小樽方面）であれば自動発券機で通行券を発券（ETCは入口情報を記録）・下り線入口（札幌方面）では入口券を交付（ETCは入口情報を記録）。
札幌西本線・札幌西
発券ゲートなどは存在せず、そのまま通過する。

##### 出口
小樽（朝里本線）
通行券・入口券（ETCの場合は入口ICの情報）があれば銭函・手稲または後志自動車道から、無ければ札幌西からと判断し収受・課金。
余市ICから高速道路に入場する際に余市 - 小樽塩谷間の料金（400円）を余市本線料金所で先に払う料金収集方式になっているが、これは札幌西本線料金所（小樽方面）が設置されない事による措置で、余市→小樽で900円・札幌西→小樽で810円であるために朝里・朝里本線の各料金所で徴収する料金が通行券を所持していない札幌西からの料金が一番高いという設定にするという形での料金収受が成立するように設定されているものと思われる。（料金例は後志自動車道開通日（2018年12月8日）現在の普通車料金）
朝里
出口料金所ブースが進行方向別に分離されており、下り線（小樽方面）からであれば小樽から、上り線（札幌・余市方面）からで通行券・入口券ないしETCの入口情報があれば銭函・手稲または後志自動車道から、無ければ札幌西からと判断し収受・課金。
- これは2018年（平成30年）6月27日の料金所改修以後の方法であり、それ以前は以下の方法で対応していた。
  - ETC非搭載車の場合、収受員がどちらのランプから下りてきたかを目視で確認。
  - ETC搭載車の場合、下り線からのランプにアンテナを設置、この情報があれば小樽からと判断。なければ札幌方面からと判断。

銭函
出口料金所ブースが進行方向別に分離されており、下り線（小樽・余市方面）からであれば通行券ないしETCの入口情報に従って収受・課金。上り線（札幌方面）からであれば通行券があれば手稲から、無ければ札幌西からと判断し収受・課金。
- これは2018年（平成30年）12月4日以降（8日の後志自動車道小樽JCT - 余市IC間の開通に先駆けた銭函ICトランペット型化での運用開始に伴う出口料金所ブースの増設・方面別分離以降）の方法であり、それ以前は以下の方法で対応していた。
  - ETC非搭載車の場合、収受員がどちらのランプから下りてきたかを目視で確認。
  - ETC搭載車の場合、上り線からのランプにアンテナを設置、この情報があれば札幌方面からと判断。なければ小樽方面からと判断。

手稲（上り線出口）
一律に札幌西からと判断し収受・課金。
札幌西（出口）
通行券・入口券・ETC流入情報に基づき収受・課金。
札幌西本線
札幌西出口の条件に加え、その先の均一区間の料金とあわせて精算。
ETC利用の場合で札幌西ICから流入する場合、ETC割引制度の適用は流出時刻のみで判断される（朝里本線料金所の札幌西方面が設置される以前の小樽ICからの流入も同様）。また朝里ICから札幌方面へ向かう場合、上述の通り2018年（平成30年）6月27日以前の方式では料金は2度に分けて引き落とされていたが、その場合でも割引が適用されるかは全区間の利用時間から判断されていた。

#### 均一区間
札幌西IC - 道央道札幌南ICは均一区間であり、小樽方面・苫小牧方面・旭川方面から同区間に入る際に、料金を支払う。
均一区間と均一区間以外の区間を連続して利用する場合には、それぞれの区間距離及びそれぞれの区間内にある料金所の通過時刻によりETC割引の適否を判断する。
2009年（平成21年）3月28日から2011年（平成23年）まで実施されていた休日特別割引（「高速上限1,000円」）においては、普通車・軽自動車等（自動二輪含む）は5割引・上限1,000円になるが、札樽道均一区間を跨ぐ場合についても4月29日から乗継の特例として通算で1,000円となっていた。

### 交通量
24時間交通量（台） 道路交通センサス
| 区間                      | 平成17（2005）年度 | 平成22（2010）年度 | 平成27（2015）年度 | 令和3（2021）年度 |
| ------------------------- | ------------------ | ------------------ | ------------------ | ----------------- |
| 札幌JCT - 雁来IC          | 39,879             | 44,662             | 50,111             | 40,467            |
| 雁来IC - 伏古IC           | 44,695             | 54,220             | 55,794             | 45,620            |
| 伏古IC - 札幌北第1IC      | 37,741             | 45,341             | 46,634             | 37,629            |
| 札幌北第1IC - 札幌北第2IC | 25,136             | 31,441             | 33,842             | 26,551            |
| 札幌北第2IC - 新川IC      | 28,246             | 34,219             | 37,510             | 29,476            |
| 新川IC - 札幌西IC         | 10,662             | 11,072             | 16,127             | 11,729            |
| 札幌西IC - 手稲IC         | 17,646             | 16,952             | 22,139             | 16,971            |
| 手稲IC - 銭函IC           | 13,613             | 13,344             | 18,294             | 13,589            |
| 銭函IC - 小樽JCT          | 13,059             | 13,494             | 17,107             | 13,576            |
| 小樽JCT - 朝里IC          | 13,059             | 13,494             | 17,107             | 09,512            |
| 朝里IC - 小樽IC           | 11,001             | 11,148             | 14,517             | 08,515            |

（出典：「平成27年度全国道路・街路交通情勢調査」・「令和3年度全国道路・街路交通情勢調査」（国土交通省ホームページ）より一部データを抜粋して作成）
- 令和2年度に実施予定だった交通量調査は新型コロナウイルス感染症の影響で延期され[21]、翌年度に実施された。

## 地理

### 通過する自治体
- 北海道
  - 後志総合振興局管内
    - 小樽市

  - 石狩振興局管内
    - 札幌市（手稲区 - 西区 - 北区 - 東区 - 白石区）

### 接続する高速道路
- E5 道央自動車道 - 札幌JCTで直結
- E5A 後志自動車道 - 小樽JCTで接続